# خرارد فن هونهورست
خرارد فن هونهورست (انگلیسی: Gerard van Honthorst; ۴ نوامبر ۱۵۹۲ – ۲۷ آوریل ۱۶۵۶) نقاش اهل هلند بود.
وی که در عصر طلایی نقاشی هلند فعالیت می‌کرده نقاشی را در هلند و ایتالیا آموخته است، فن هونهورست به عنوان مربی نقاشی فرزند ملکه الیزابت استوارت وارد حکومت سلطنتی شد و از طریق وی با برادرش چارلز یکم انگلستان آشنا و به انگلستان دعوت شد و آثار متعددی در آنجل خلق کرد و پس از مدتی به هلند بازگشت.